# Osnowa magnetyczna
Osnowa magnetyczna – usystematyzowany zbiór punktów geodezyjnych, które mają położenie wyznaczone w państwowym systemie odniesień przestrzennych, na których wyznaczono wielkości fizyczne charakterystyczne dla danego jej rodzaju oraz błąd ich wyznaczenia. Osnowa magnetyczna służy do wyznaczania, zarówno w czasie, jak i przestrzeni, rozkładu pola magnetycznego Ziemi, a zwłaszcza deklinacji magnetycznej.

## Od 2021
Od 2021 roku magnetyczna osnowa geodezyjna jest zdefiniowana w Rozporządzeniu Ministra Rozwoju, Pracy i Technologii z dnia 6 lipca 2021 r. w sprawie osnów geodezyjnych, grawimetrycznych i magnetycznych.
W Polsce istnieje tylko podstawowa osnowa magnetyczna, która jest jedną z rodzajów osnowy (obok poziomej, wysokościowej i grawimetrycznej) wydzieloną ze względu na jej funkcjonalność. Ze względu na dokładność ustalenia położenia lub wielkości fizycznej charakterystycznej dla określonego rodzaju osnów dzieli się ją na klasy:
1. fundamentalną – stanowią ją punkty wyznaczone w sieciach o najwyższej dokładności, które przenoszą na obszar Polski geodezyjny europejski układ odniesienia właściwy dla danego rodzaju osnowy
2. bazową – stanowią ją punkty, które realizują układy odniesienia właściwe dla danego rodzaju osnowy

Punkty osnowy fundamentalnej magnetycznej tworzą magnetyczne punkty wiekowe, na których wyznaczono trzy elementy pola magnetycznego Ziemi:
1. moduł wektora natężenia pola magnetycznego – z błędem średnim nie większym niż 5 nT
2. deklinację magnetyczną – z błędem średnim nie większym niż 0,5′
3. inklinację magnetyczną – z błędem średnim nie większym niż 0,3′

Zagęszczenie punktów tej klasy nie może być mniejsze niż 1 pkt/20 000 km², natomiast termin ich okresowego przeglądu to nie więcej niż co 4 lata.
Punkty osnowy bazowej magnetycznej tworzą punkty krajowego zdjęcia magnetycznego, na których wyznaczono co najmniej deklinację magnetyczną z błędem średnim nie większym niż 2,0’. Zagęszczenie punktów tej klasy nie może być mniejsze niż 1 pkt/750 km², natomiast termin ich okresowego przeglądu to nie więcej niż co 15 lat. Przy pomiarze wartości natężenia pola magnetycznego i inklinacji magnetycznej na punktach klasy bazowej, błędy średnie wyznaczenia tych wartości nie powinny być większe niż:
1. moduł wektora natężenia pola magnetycznego – z błędem średnim nie większym niż 5 nT
2. inklinację magnetyczną – z błędem średnim nie większym niż 1,0′

Punkty osnowy magnetycznej stabilizuje się znakiem amagnetycznym, sytuując je w miejscach niezurbanizowanych i jednocześnie oddalonych od obiektów mogących zakłócać ziemskie pole magnetyczne na odległość co najmniej:
- od kolejowej trakcji elektrycznej – 5 km
- od elektroenergetycznych linii wysokiego napięcia – 0,5 km
- od budynków – 0,1 km

Bezwzględny gradient horyzontalny pola magnetycznego w miejscu posadowienia punktu osnowy nie powinien przekraczać 5 nT na 10 m. Współrzędne poziome punktu wyznacza się z dokładnością zapewniającą średni błąd położenia nieprzekraczający 0,1 m względem poziomej osnowy geodezyjnej, a wysokość z dokładnością nie mniejszą niż 0,1 m w nawiązaniu do punktów podstawowej lub szczegółowej osnowy geodezyjnej wysokościowej.
W Polsce istnieje najstarsza w Europie sieć magnetycznych punktów wiekowych, która została założona w latach 50. XX wieku. Prace związane z badaniem pola geomagnetycznego oraz jego zmian wiekowych na terenie Polski oraz krajów sąsiednich prowadzi Instytut Geodezji i Kartografii (IGiK). Informacje oraz dane dotyczące punktów podstawowej osnowy geodezyjnej dla terenu Polski, w zakresie osnowy magnetycznej zgromadzone i dostępne są w Państwowym Zasobie Geodezyjnym i Kartograficznym na poziomie zasobu centralnego.

## 2012–2021
Ze względu na dokładność oraz sposób jej zakładania osnowę magnetyczną w latach 2012–2021 dzieliło się na:
1. osnowę podstawową fundamentalną – stanowiły ją punkty wyznaczone w sieciach o najwyższej dokładności, które przenoszą na teren Polski europejski magnetyczny układ odniesienia, określony poprzez sieć obserwatoriów magnetycznych w Europie. Fizyczną realizacją tego układu były magnetyczne punkty wiekowe, na których wyznaczono co najmniej trzy niezależne elementy wektora natężenia pola magnetycznego Ziemi, a wyniki pomiarów zostały odniesione do wartości określonych w obserwatorium magnetycznym. Punkty osnowy powinny być rozmieszczone nie rzadziej niż 1 punkt na 20 000 km².
2. osnowę podstawową bazową – stanowiły ją punkty wyznaczone w sieciach o najwyższej dokładności realizujące przyjęte układy odniesienia. Tworzyły ją punkty krajowego zdjęcia magnetycznego o średnim zagęszczeniu 1 punkt na 500 km². Lokalne zagęszczenie terenowe punktów zdjęcia powinno było zależeć od rozkładu przestrzennego pola magnetycznego.

Przy wyznaczaniu elementów pola stosowało się jednostki:
- modułu wektora indukcji magnetycznej F i składowych X, Y, Z tego wektora – nanotesle
- deklinacji magnetycznej D i w przypadku inklinacji magnetycznej I – stopnie i minuty łuku

Punkty osnowy magnetycznej stabilizowało się w miejscach oddalonych od terenów zurbanizowanych oraz od obiektów mogących zakłócać ziemskie pole magnetyczne. Współrzędne geodezyjne punktów podstawowej osnowy magnetycznej wyznaczało się w obowiązującej realizacji geodezyjnego europejskiego ziemskiego systemu odniesienia ETRS89 z dokładnością poziomą (X, Y) nie mniejszą niż 5 m oraz wysokościową (H) nie mniejszą niż 0,05 m.
Osnowę magnetyczną dzieliło się na klasy określające jej znaczenie w pracach geodezyjnych i kartograficznych oraz kolejność włączania punktów osnowy do procesu wyrównywania. Klasy oznaczone były cyframi arabskimi. Podstawowym kryterium zaliczenia punktu osnowy do odpowiedniej klasy była dokładność wyznaczenia wielkości właściwych dla danego rodzaju osnowy, określona przez wartość błędu średniego wyznaczonej wielkości:
- klasę 1. stanowiła osnowa podstawowa fundamentalna,
- klasę 2. stanowiła osnowa podstawowa bazowa.

Modernizację podstawowej osnowy magnetycznej winno było przeprowadzać się nie rzadziej niż co 20 lat, natomiast pomiary elementów pola magnetycznego na punktach wiekowych wykonywało się nie rzadziej niż co 5 lat.